# طواف كاليفورنيا 2018
طواف كاليفورنيا 2018 (بالإنجليزية: 2018 Tour of California)‏ هو سباق دراجات هوائية، وهو الموسم رقم 13 من السباق، وأقيم خلال الفترة 13 مايو 2018، وحتى 19 مايو 2018، وامتدّ لمسافة 1039.7 كيلومتر، وهو أحد سباقات طواف العالم للدراجات 2018، وهو من نوع سباق المرحلة، وهو من نوع سباق الدراجات، وقد شارك في السباق 117 متسابقاً.
فاز فيه بالمركز الأول إيغان بيرنال، وبالمركز الثاني تجي فان جارد إرين، وبالمركز الثالث دانييل مارتينيز، والفريق الفائز في ترتيب الفرق فريق سكاي 2018.

## الفرق
| فرق عالمية (13)- AG2R La Mondiale - BMC Racing Team - Bora-Hansgrohe - Dimension Data - EF Education First-Drapac p/b Cannondale - Katusha-Alpecin - Lotto NL-Jumbo - Mitchelton-Scott - Quick-Step Floors - Sky - Team Sunweb - Trek-Segafredo - UAE Team Emirates فرق قارية محترفة (4)- Hagens Berman Jayco ‏ - Hincapie–Leomo p/b BMC ‏ - Rally Cycling - UnitedHealthcare Pro Cycling (men's team) ‏ |  |
| |  |

## المراحل
| قائمة المراحل | قائمة المراحل | قائمة المراحل                  | قائمة المراحل      | قائمة المراحل | قائمة المراحل     | قائمة المراحل     |
| المرحلة       | التاريخ       | الدورة                         |                    | المسافة (كم)  | الفائز بالمرحلة   | القائد العام      |
| ------------- | ------------- | ------------------------------ | ------------------ | ------------- | ----------------- | ----------------- |
| 1             | 13 مايو       | لونغ بيتش – لونغ بيتش          | مرحلة مستوية       | 134٫5         | فرناندو جافيريا   | فرناندو جافيريا   |
| 5             | 17 مايو       | ستوكتون – إلك غروفي            | مرحلة مستوية       | 176           | فرناندو جافيريا   | تجي فان جارد إرين |
| 6             | 18 مايو       | فولسوم – سووث لاك تاهوي        | مرحلة جبلية        | 196٫5         | إيغان بيرنال      | إيغان بيرنال      |
| 4             | 16 مايو       | سان خوسيه – مورغان هيل         | فردي ضد الساعة     | 34٫7          | تجي فان جارد إرين | تجي فان جارد إرين |
| 2             | 14 مايو       | فينتورا – مقاطعة سانتا باربارا | مرحلة جبلية        | 155           | إيغان بيرنال      | إيغان بيرنال      |
| 3             | 15 مايو       | كينغ سيتي – حلبة لاغونا سيكا   | مرحلة جبلية متوسطة | 197           | توم سكوجين        | إيغان بيرنال      |
| 7             | 19 مايو       | ساكرامنتو – ساكرامنتو          | مرحلة مستوية       | 146           | فرناندو جافيريا   | إيغان بيرنال      |

## النتيجة

### مرحلة 1
هي مرحلة مسطحة، أجريت في 13 مايو 2018 فاز بالمرحلة فرناندو جافيريا، ومتصدر الترتيب العام في نهاية المرحلة فرناندو جافيريا.
| التصنيف العام | التصنيف العام       | التصنيف العام    | التصنيف العام       | التصنيف العام     |        |
| الدراج        | الدراج              | البلد            | الفريق              | الوقت             | السرعة |
| ------------- | ------------------- | ---------------- | ------------------- | ----------------- | ------ |
| 1.            | فرناندو جافيريا     | كولومبيا         | كويك ستب-فلورز      | 3 س 02 دقيقة 13 ث |        |
| 2.            | كاليب إيوان         | أستراليا         | Mitchelton-Scott    | + 4 ث             |        |
| 3.            | Tanner Putt ‏        | الولايات المتحدة | UnitedHealthcare    | + 4 ث             |        |
| 4.            | بيتر ساجان          | سلوفاكيا         | بورا هانسغروه       | + 6 ث             |        |
| 5.            | Andrei Krasilnikau ‏ | روسيا البيضاء    | Holowesko Citadel   | + 6 ث             |        |
| 6.            | مارك كافنديش        | المملكة المتحدة  | دايمنشن داتا        | + 9 ث             |        |
| 7.            | ألفارو هودج         | كولومبيا         | كويك ستب-فلورز      | + 9 ث             |        |
| 8.            | مارسيل كيتل         | ألمانيا          | كاتوشا ألبيسين      | + 10 ث            |        |
| 9.            | ألكسندر كريستوف     | النرويج          | فريق الإمارات       | + 10 ث            |        |
| 10.           | جاسبر فيليبسين      | بلجيكا           | Hagens Berman-Axeon | + 10 ث            |        |

### مرحلة 2
هي مرحلة جبلية، أجريت في 14 مايو 2018 فاز بالمرحلة إيغان بيرنال، ومتصدر الترتيب العام في نهاية المرحلة إيغان بيرنال.
| التصنيف العام | التصنيف العام     | التصنيف العام    | التصنيف العام             | التصنيف العام     |        |
| الدراج        | الدراج            | البلد            | الفريق                    | الوقت             | السرعة |
| ------------- | ----------------- | ---------------- | ------------------------- | ----------------- | ------ |
| 1.            | إيغان بيرنال      | كولومبيا         | سكاي                      | 7 س 16 دقيقة 13 ث |        |
| 2.            | رافال مايكا       | بولندا           | بورا هانسغروه             | + 25 ث            |        |
| 3.            | آدم ييتس          | المملكة المتحدة  | Mitchelton-Scott          | + 31 ث            |        |
| 4.            | Antwan Tolhoek ‏   | هولندا           | لوتو إن إل-جامبو          | + 40 ث            |        |
| 5.            | كريستييان وراسيك  | كرواتيا          | فريق الإمارات             | + 40 ث            |        |
| 6.            | دانييل مارتينيز   | كولومبيا         | EF Education First-Drapac | + 40 ث            |        |
| 7.            | ماتياس فرانك      | سويسرا           | أيه إل أم                 | + 50 ث            |        |
| 8.            | تجي فان جارد إرين | الولايات المتحدة | بي إم سي راسينغ           | + 1 دقيقة 00 ث    |        |
| 9.            | Edward Ravasi ‏    | إيطاليا          | فريق الإمارات             | + 1 دقيقة 09 ث    |        |
| 10.           | روبن جيريرو       | البرتغال         | تريك سيغافريدو            | + 1 دقيقة 11 ث    |        |

### مرحلة 3
هي مرحلة جبلية متوسطة، أجريت في 15 مايو 2018 فاز بالمرحلة توم سكوجين، ومتصدر الترتيب العام في نهاية المرحلة إيغان بيرنال.
| التصنيف العام | التصنيف العام     | التصنيف العام    | التصنيف العام             | التصنيف العام      |        |
| الدراج        | الدراج            | البلد            | الفريق                    | الوقت              | السرعة |
| ------------- | ----------------- | ---------------- | ------------------------- | ------------------ | ------ |
| 1.            | إيغان بيرنال      | كولومبيا         | سكاي                      | 12 س 09 دقيقة 08 ث |        |
| 2.            | رافال مايكا       | بولندا           | بورا هانسغروه             | + 25 ث             |        |
| 3.            | آدم ييتس          | المملكة المتحدة  | Mitchelton-Scott          | + 31 ث             |        |
| 4.            | Antwan Tolhoek ‏   | هولندا           | لوتو إن إل-جامبو          | + 40 ث             |        |
| 5.            | كريستييان وراسيك  | كرواتيا          | فريق الإمارات             | + 40 ث             |        |
| 6.            | دانييل مارتينيز   | كولومبيا         | EF Education First-Drapac | + 40 ث             |        |
| 7.            | ماتياس فرانك      | سويسرا           | أيه إل أم                 | + 50 ث             |        |
| 8.            | تجي فان جارد إرين | الولايات المتحدة | بي إم سي راسينغ           | + 1 دقيقة 00 ث     |        |
| 9.            | روبن جيريرو       | البرتغال         | تريك سيغافريدو            | + 1 دقيقة 11 ث     |        |
| 10.           | لورينز دي بلس     | بلجيكا           | كويك ستب-فلورز            | + 1 دقيقة 14 ث     |        |

### مرحلة 4
هي مرحلة من نوع سباق فردي ضد الساعة، أجريت في 16 مايو 2018 فاز بالمرحلة تجي فان جارد إرين، ومتصدر الترتيب العام في نهاية المرحلة تجي فان جارد إرين.
| التصنيف العام | التصنيف العام     | التصنيف العام    | التصنيف العام             | التصنيف العام      |        |
| الدراج        | الدراج            | البلد            | الفريق                    | الوقت              | السرعة |
| ------------- | ----------------- | ---------------- | ------------------------- | ------------------ | ------ |
| 1.            | تجي فان جارد إرين | الولايات المتحدة | بي إم سي راسينغ           | 12 س 50 دقيقة 55 ث |        |
| 2.            | إيغان بيرنال      | كولومبيا         | سكاي                      | + 23 ث             |        |
| 3.            | دانييل مارتينيز   | كولومبيا         | EF Education First-Drapac | + 37 ث             |        |
| 4.            | تاو غايغن هارت    | المملكة المتحدة  | سكاي                      | + 52 ث             |        |
| 5.            | آدم ييتس          | المملكة المتحدة  | Mitchelton-Scott          | + 1 دقيقة 07 ث     |        |
| 6.            | رافال مايكا       | بولندا           | بورا هانسغروه             | + 1 دقيقة 29 ث     |        |
| 7.            | براندون ماكنولتي  | الولايات المتحدة | رالي                      | + 2 دقيقة 08 ث     |        |
| 8.            | لورينز دي بلس     | بلجيكا           | كويك ستب-فلورز            | + 2 دقيقة 13 ث     |        |
| 9.            | كريستييان وراسيك  | كرواتيا          | فريق الإمارات             | + 2 دقيقة 15 ث     |        |
| 10.           | برنت بوكوالتر     | الولايات المتحدة | بي إم سي راسينغ           | + 2 دقيقة 34 ث     |        |

### مرحلة 5
هي مرحلة مسطحة، أجريت في 17 مايو 2018 فاز بالمرحلة فرناندو جافيريا، ومتصدر الترتيب العام في نهاية المرحلة تجي فان جارد إرين.
| التصنيف العام | التصنيف العام     | التصنيف العام    | التصنيف العام             | التصنيف العام      |        |
| الدراج        | الدراج            | البلد            | الفريق                    | الوقت              | السرعة |
| ------------- | ----------------- | ---------------- | ------------------------- | ------------------ | ------ |
| 1.            | تجي فان جارد إرين | الولايات المتحدة | بي إم سي راسينغ           | 16 س 55 دقيقة 29 ث |        |
| 2.            | إيغان بيرنال      | كولومبيا         | سكاي                      | + 23 ث             |        |
| 3.            | دانييل مارتينيز   | كولومبيا         | EF Education First-Drapac | + 37 ث             |        |
| 4.            | آدم ييتس          | المملكة المتحدة  | Mitchelton-Scott          | + 1 دقيقة 07 ث     |        |
| 5.            | تاو غايغن هارت    | المملكة المتحدة  | سكاي                      | + 1 دقيقة 15 ث     |        |
| 6.            | رافال مايكا       | بولندا           | بورا هانسغروه             | + 1 دقيقة 29 ث     |        |
| 7.            | براندون ماكنولتي  | الولايات المتحدة | رالي                      | + 2 دقيقة 08 ث     |        |
| 8.            | لورينز دي بلس     | بلجيكا           | كويك ستب-فلورز            | + 2 دقيقة 13 ث     |        |
| 9.            | كريستييان وراسيك  | كرواتيا          | فريق الإمارات             | + 2 دقيقة 15 ث     |        |
| 10.           | برنت بوكوالتر     | الولايات المتحدة | بي إم سي راسينغ           | + 2 دقيقة 34 ث     |        |

### مرحلة 6
هي مرحلة جبلية، أجريت في 18 مايو 2018 فاز بالمرحلة إيغان بيرنال، ومتصدر الترتيب العام في نهاية المرحلة إيغان بيرنال.
| التصنيف العام | التصنيف العام     | التصنيف العام    | التصنيف العام             | التصنيف العام      |        |
| الدراج        | الدراج            | البلد            | الفريق                    | الوقت              | السرعة |
| ------------- | ----------------- | ---------------- | ------------------------- | ------------------ | ------ |
| 1.            | إيغان بيرنال      | كولومبيا         | سكاي                      | 22 س 26 دقيقة 40 ث |        |
| 2.            | تجي فان جارد إرين | الولايات المتحدة | بي إم سي راسينغ           | + 1 دقيقة 25 ث     |        |
| 3.            | دانييل مارتينيز   | كولومبيا         | EF Education First-Drapac | + 2 دقيقة 14 ث     |        |
| 4.            | آدم ييتس          | المملكة المتحدة  | Mitchelton-Scott          | + 2 دقيقة 16 ث     |        |
| 5.            | تاو غايغن هارت    | المملكة المتحدة  | سكاي                      | + 2 دقيقة 28 ث     |        |
| 6.            | رافال مايكا       | بولندا           | بورا هانسغروه             | + 3 دقيقة 01 ث     |        |
| 7.            | براندون ماكنولتي  | الولايات المتحدة | رالي                      | + 3 دقيقة 28 ث     |        |
| 8.            | لورينز دي بلس     | بلجيكا           | كويك ستب-فلورز            | + 3 دقيقة 50 ث     |        |
| 9.            | كريستييان وراسيك  | كرواتيا          | فريق الإمارات             | + 3 دقيقة 59 ث     |        |
| 10.           | ماتياس فرانك      | سويسرا           | أيه إل أم                 | + 4 دقيقة 01 ث     |        |

### مرحلة 7
هي مرحلة مسطحة، أجريت في 19 مايو 2018 فاز بالمرحلة فرناندو جافيريا، ومتصدر الترتيب العام في نهاية المرحلة إيغان بيرنال.
| التصنيف العام | التصنيف العام     | التصنيف العام    | التصنيف العام             | التصنيف العام      |        |
| الدراج        | الدراج            | البلد            | الفريق                    | الوقت              | السرعة |
| ------------- | ----------------- | ---------------- | ------------------------- | ------------------ | ------ |
| 1.            | إيغان بيرنال      | كولومبيا         | سكاي                      | 25 س 34 دقيقة 19 ث |        |
| 2.            | تجي فان جارد إرين | الولايات المتحدة | بي إم سي راسينغ           | + 1 دقيقة 25 ث     |        |
| 3.            | دانييل مارتينيز   | كولومبيا         | EF Education First-Drapac | + 2 دقيقة 14 ث     |        |
| 4.            | آدم ييتس          | المملكة المتحدة  | Mitchelton-Scott          | + 2 دقيقة 16 ث     |        |
| 5.            | تاو غايغن هارت    | المملكة المتحدة  | سكاي                      | + 2 دقيقة 28 ث     |        |
| 6.            | رافال مايكا       | بولندا           | بورا هانسغروه             | + 3 دقيقة 01 ث     |        |
| 7.            | براندون ماكنولتي  | الولايات المتحدة | رالي                      | + 3 دقيقة 28 ث     |        |
| 8.            | لورينز دي بلس     | بلجيكا           | كويك ستب-فلورز            | + 3 دقيقة 50 ث     |        |
| 9.            | كريستييان وراسيك  | كرواتيا          | فريق الإمارات             | + 3 دقيقة 59 ث     |        |
| 10.           | ماتياس فرانك      | سويسرا           | أيه إل أم                 | + 4 دقيقة 01 ث     |        |

## التصنيف العام النهائي
| التصنيف العام | التصنيف العام     | التصنيف العام    | التصنيف العام             | التصنيف العام      |        |
| الدراج        | الدراج            | البلد            | الفريق                    | الوقت              | السرعة |
| ------------- | ----------------- | ---------------- | ------------------------- | ------------------ | ------ |
| 1.            | إيغان بيرنال      | كولومبيا         | سكاي                      | 25 س 34 دقيقة 19 ث |        |
| 2.            | تجي فان جارد إرين | الولايات المتحدة | بي إم سي راسينغ           | + 1 دقيقة 25 ث     |        |
| 3.            | دانييل مارتينيز   | كولومبيا         | EF Education First-Drapac | + 2 دقيقة 14 ث     |        |
| 4.            | آدم ييتس          | المملكة المتحدة  | Mitchelton-Scott          | + 2 دقيقة 16 ث     |        |
| 5.            | تاو غايغن هارت    | المملكة المتحدة  | سكاي                      | + 2 دقيقة 28 ث     |        |
| 6.            | رافال مايكا       | بولندا           | بورا هانسغروه             | + 3 دقيقة 01 ث     |        |
| 7.            | براندون ماكنولتي  | الولايات المتحدة | رالي                      | + 3 دقيقة 28 ث     |        |
| 8.            | لورينز دي بلس     | بلجيكا           | كويك ستب-فلورز            | + 3 دقيقة 50 ث     |        |
| 9.            | كريستييان وراسيك  | كرواتيا          | فريق الإمارات             | + 3 دقيقة 59 ث     |        |
| 10.           | ماتياس فرانك      | سويسرا           | أيه إل أم                 | + 4 دقيقة 01 ث     |        |

### تصنيف النقاط
| تصنيف النقاط | تصنيف النقاط     | تصنيف النقاط     | تصنيف النقاط        | تصنيف النقاط |        |
| الدراج       | الدراج           | البلد            | الفريق              | النقاط       | السرعة |
| ------------ | ---------------- | ---------------- | ------------------- | ------------ | ------ |
| 1.           | فرناندو جافيريا  | كولومبيا         | كويك ستب-فلورز      | 45 نقطة      |        |
| 2.           | كاليب إيوان      | أستراليا         | Mitchelton-Scott    | 42 نقطة      |        |
| 3.           | إيغان بيرنال     | كولومبيا         | سكاي                | 36 نقطة      |        |
| 4.           | بيتر ساجان       | سلوفاكيا         | بورا هانسغروه       | 32 نقطة      |        |
| 5.           | آدم ييتس         | المملكة المتحدة  | Mitchelton-Scott    | 26 نقطة      |        |
| 6.           | توم سكوجين       | لاتفيا           | تريك سيغافريدو      | 18 نقطة      |        |
| 7.           | شون بينيت (دراج) | الولايات المتحدة | Hagens Berman-Axeon | 18 نقطة      |        |
| 8.           | ماكس والشيد      | ألمانيا          | سنويب               | 15 نقطة      |        |
| 9.           | رافال مايكا      | بولندا           | بورا هانسغروه       | 15 نقطة      |        |
| 10.          | ألكسندر كريستوف  | النرويج          | فريق الإمارات       | 13 نقطة      |        |

### تصنيف الجبال
| تصنيف الجبال | تصنيف الجبال      | تصنيف الجبال     | تصنيف الجبال              | تصنيف الجبال |        |
| الدراج       | الدراج            | البلد            | الفريق                    | الوقت        | السرعة |
| ------------ | ----------------- | ---------------- | ------------------------- | ------------ | ------ |
| 1.           | توم سكوجين        | لاتفيا           | تريك سيغافريدو            | 34 نقطة      |        |
| 2.           | إيفان هوفمان      | الولايات المتحدة | رالي                      | 33 نقطة      |        |
| 3.           | إيغان بيرنال      | كولومبيا         | سكاي                      | 26 نقطة      |        |
| 4.           | آدم ييتس          | المملكة المتحدة  | Mitchelton-Scott          | 20 نقطة      |        |
| 5.           | لوسون كرادوك      | الولايات المتحدة | EF Education First-Drapac | 18 نقطة      |        |
| 6.           | دانييل مارتينيز   | كولومبيا         | EF Education First-Drapac | 13 نقطة      |        |
| 7.           | رافال مايكا       | بولندا           | بورا هانسغروه             | 13 نقطة      |        |
| 8.           | Antwan Tolhoek ‏   | هولندا           | لوتو إن إل-جامبو          | 11 نقطة      |        |
| 9.           | Mikaël Cherel ‏    | فرنسا            | أيه إل أم                 | 9 نقطة       |        |
| 10.          | تجي فان جارد إرين | الولايات المتحدة | بي إم سي راسينغ           | 8 نقطة       |        |

## تصنيف الفرق

### الفرق حسب الوقت
| تصنيف الفرق حسب الوقت | تصنيف الفرق حسب الوقت     | تصنيف الفرق حسب الوقت    | تصنيف الفرق حسب الوقت |        |
| الفريق                | الفريق                    | البلد                    | الوقت                 | السرعة |
| --------------------- | ------------------------- | ------------------------ | --------------------- | ------ |
| 1.                    | سكاي                      | المملكة المتحدة          | 76 س 55 دقيقة 41 ث    |        |
| 2.                    | تريك سيغافريدو            | الولايات المتحدة         | + 8 دقيقة 18 ث        |        |
| 3.                    | بي إم سي راسينغ           | الولايات المتحدة         | + 9 دقيقة 26 ث        |        |
| 4.                    | فريق الإمارات             | الإمارات العربية المتحدة | + 10 دقيقة 35 ث       |        |
| 5.                    | لوتو إن إل-جامبو          | هولندا                   | + 16 دقيقة 59 ث       |        |
| 6.                    | أيه إل أم                 | فرنسا                    | + 19 دقيقة 24 ث       |        |
| 7.                    | كاتوشا ألبيسين            | سويسرا                   | + 26 دقيقة 29 ث       |        |
| 8.                    | Hagens Berman-Axeon       | الولايات المتحدة         | + 27 دقيقة 27 ث       |        |
| 9.                    | EF Education First-Drapac | الولايات المتحدة         | + 34 دقيقة 44 ث       |        |
| 10.                   | كويك ستب-فلورز            | بلجيكا                   | + 34 دقيقة 47 ث       |        |

## تصانيف فرعية

### تصنيف أفضل شاب
| تصنيف أفضل شاب | تصنيف أفضل شاب   | تصنيف أفضل شاب   | تصنيف أفضل شاب            | تصنيف أفضل شاب     |        |
| الدراج         | الدراج           | البلد            | الفريق                    | الوقت              | السرعة |
| -------------- | ---------------- | ---------------- | ------------------------- | ------------------ | ------ |
| 1.             | إيغان بيرنال     | كولومبيا         | سكاي                      | 37 س 38 دقيقة 35 ث |        |
| 2.             | دانييل مارتينيز  | كولومبيا         | EF Education First-Drapac | + 1 دقيقة 14 ث     |        |
| 3.             | تاو غايغن هارت   | المملكة المتحدة  | سكاي                      | + 1 دقيقة 16 ث     |        |
| 4.             | براندون ماكنولتي | الولايات المتحدة | رالي                      | + 1 دقيقة 34 ث     |        |
| 5.             | لورينز دي بلس    | بلجيكا           | كويك ستب-فلورز            | + 2 دقيقة 17 ث     |        |
| 6.             | Edward Ravasi ‏   | إيطاليا          | فريق الإمارات             | + 9 دقيقة 30 ث     |        |
| 7.             | Antwan Tolhoek ‏  | هولندا           | لوتو إن إل-جامبو          | + 10 دقيقة 14 ث    |        |
| 8.             | روبن جيريرو      | البرتغال         | تريك سيغافريدو            | + 19 دقيقة 14 ث    |        |
| 9.             | نيلسون بوولس     | الولايات المتحدة | لوتو إن إل-جامبو          | + 23 دقيقة 46 ث    |        |
| 10.            | Nicola Conci ‏    | إيطاليا          | تريك سيغافريدو            | + 28 دقيقة 57 ث    |        |

## وصلات خارجية
- الموقع الرسمي
- لمحة عن سباق طواف كاليفورنيا 2018 على موقع  ProCyclingStats   (برو  سايكلنج  ستاتس) - إحصاءات  محترفي  الدراجات.
- طواف كاليفورنيا 2018 على موقع إحصائيات الدراجات الإحترافية (الإنجليزية)